# The Girl Who Sees Smells
The Girl Who Sees Smells (hangul: 냄새를 보는 소녀; rr: Naemsaereul Boneun Sonyeo) é uma telenovela sul-coreana exibida pela SBS de 1 de abril a 21 de maio de 2015, foi baseado no webtoon do mesmo título. Estrelada por Park Yoo-chun, Shin Se-kyung, Namgung Min e Yoon Jin-seo.

## Enredo
Choi Moo Gak (Park Yoo-chun) perdeu a irmã Eun Seol (Kim So-Hyun) em um crime sem sentido, conhecido como "Os assassinatos do código de barras", que ocorreu há 3 anos atrás. Devastado pela perda, Moo Gak se torna um policial para tentar capturar o criminoso que ainda está à solta. Ele conhece Oh Cho Rim (Shin Se-Kyung), uma mulher que sobreviveu ao ataque do mesmo criminoso, porém não tem memórias do crime e desde então, adquiriu a estranha habilidade de visualizar odores.

## Elenco

### Elenco principal
- Park Yoo-chun como Choi Mu-gak
- Shin Se-kyung como Oh Cho-rim/Choi Eun-seol
- Namgung Min como Kwon Jae-hee/Jay Kwon Ford
- Yoon Jin-seo como Yeom Mi

### Elenco de apoio
- Jung In-gi como Oh Jae-pyo
- Nam Chang-hee como Jo In-bae
- Oh Cho-hee como Eo Woo-ya
- Jung Chan-woo como Wang Ji-bang
- Park Jin-joo como Ma Ae-ri
- Lee Won-jong como Kang Hyuk
- Choi Tae-joon como detetive Yeh
- Jo Hee-bong como detetive Ki
- Kim Byung-ok como chefe de polícia
- Choi Jae-hwan como detetive Tak
- Jung Hyun-seok como detetive Kim
- Kim Gi-cheon como Kim Joong-in
- Song Jong-ho como doutor Chun Baek-kyung
- Kim So-Hyun como Choi Eun-Seol

## Classificações
| Episódio | Data de transmissão original | Audiência média    | Audiência média              | Audiência média           | Audiência média              |
| Episódio | Data de transmissão original | Classificação TNmS | Classificação TNmS           | Classificação AGB Nielsen | Classificação AGB Nielsen    |
| Episódio | Data de transmissão original | Em todo o país     | Região Metropolitana de Seul | Em todo o país            | Região Metropolitana de Seul |
| -------- | ---------------------------- | ------------------ | ---------------------------- | ------------------------- | ---------------------------- |
| 1        | 1 de abril de 2015           | 5.6%               | 7.1%                         | 5.6%                      | 6.1%                         |
| 2        | 2 de abril de 2015           | 6.0%               | 6.6%                         | 6.1%                      | 6.8%                         |
| 3        | 8 de abril de 2015           | 6.6%               | 7.1%                         | 7.0%                      | 7.9%                         |
| 4        | 9 de abril de 2015           | 7.8%               | 8.8%                         | 7.8%                      | 8.0%                         |
| 5        | 15 de abril de 2015          | 7.4%               | 8.4%                         | 7.1%                      | 7.5%                         |
| 6        | 16 de abril de 2015          | 8.5%               | 9.8%                         | 7.5%                      | 7.7%                         |
| 7        | 22 de abril de 2015          | 7.3%               | 8.0%                         | 8.1%                      | 8.4%                         |
| 8        | 23 de abril de 2015          | 9.2%               | 10.5%                        | 8.3%                      | 8.5%                         |
| 9        | 29 de abril de 2015          | 7.9%               | 8.5%                         | 6.8%                      | 7.0%                         |
| 10       | 30 de abril de 2015          | 9.3%               | 10.7%                        | 8.0%                      | 8.4%                         |
| 11       | 6 de maio de 2015            | 8.0%               | 9.4%                         | 7.5%                      | 8.1%                         |
| 12       | 7 de maio de 2015            | 8.6%               | 9.8%                         | 6.9%                      | 6.7%                         |
| 13       | 13 de maio de 2015           | 9.1%               | 10.6%                        | 8.7%                      | 9.2%                         |
| 14       | 14 de maio de 2015           | 10.1%              | 11.4%                        | 9.5%                      | 9.7%                         |
| 15       | 20 de maio de 2015           | 10.9%              | 13.5%                        | 9.6%                      | 9.5%                         |
| 16       | 21 de maio de 2015           | 11.9%              | 14.4%                        | 10.8%                     | 11.4%                        |
| Média    | Média                        | 8.4%               | 9.7%                         | 7.8%                      | 8.2%                         |